# Dragespringvandet
Dragespringvandet er et springvand i bronze og granit som står på Rådhuspladsen i København. Fontænen er udført i et samarbejde mellem Thorvald Bindesbøll og Joakim Skovgaard, og anledningen var en konkurrence om et monument til Amagertorv-Højbro Plads, som Foreningen til Hovedstadens Forskønnelse havde udskrevet.
Det første udkast til Dragespringvandet blev modelleret 1889 af Skovgaard, som også var ophavsmand til den første idé. Bindesbøll ændrede projektet, og Skovgaard udfærdigede en færdig skitse. De to kunstneres forslag vandt dog ikke konkurrencen, eftersom førstepræmien gik til Storkespringvandet.
I stedet blev Dragespringvandet opført på Rådhuspladsen og blev indviet i sin tidligste skikkelse, uden tyren, i 1904. Initiativtagere var komitéen for udstillingen "Dansk Kunst til 1890", som blev afholdt 1901 i Rådhushallen (også kendt som Rådhusudstillingen). Foreningen til Hovedstadens Forskønnelse samt Eibeschütz' Legat gav desuden penge til formålet.
Springvandet bærer inskriptionen: "TILVEIEBRAGT FOR/OVERSKVDET VED RÅDHVS-/VDSTILLINGEN AF/DANSK KUNST 1901:/ OVERDRAGET/BYEN 1904"
Ideen til kummen med de knækkede led fik Skovgaard angiveligt, da han en dag passerede Sølvgades Kaserne og fik øje på dens smukke taglinje. Hvis man vendte den på hovedet, fik man en glimrende springvandskumme!
Kort før afsløringen af den store udsmykning til Rådhuspladsen, havde dagbladet Politiken et interview med Thorvald Bindesbøll, som bl.a. udspurgtes: "Hvordan forholder det sig egentlig med Deres og Joakim Skovgaards Samarbejde? Hvem har komponeret det Ene og hvem det Andet af Springvandet?" "Fontænen, mener De. Tja, Joakim og jeg har s'gu været lige gode om at rode med det Hele".
Da monumentet blev indviet 1904, var pressen yderst kritisk, og det folkelige vid sammenlignede kummen med en spyttebakke. I 1908 blev springvandet omgivet af et lavt, ydre bassin med granitkant. Kritikken forstummede dog helt, da tyren i kamp med dragen omsider kom til i 1923. I 1954 blev yderkummen fjernet i forbindelse med, at H.C. Andersens Boulevard langs med Rådhuspladsen blev udvidet. Samtidig blev springvandet flyttet 25 meter ind på pladsen. Kummen blev i 1973 opstillet på Brønshøj Torv, men atter nedtaget i 2001.
I 2016 blev det besluttet at flytte Dragespringvandet til en mere central placering på Rådhuspladsen i forbindelse med, at pladsen skulle genetableres efter byggeriet af en metrostation. Samtidig skulle springvandet så have sin yderkumme igen. Springvandet blev i første omgang fjernet med henblik på renovering i efteråret 2020. De efterfølgende arbejder med at grave og flytte viste sig imidlertid at blive dyrere end de forventede 11,5 mio. kr. I 2021 afsatte kommunen derfor yderligere 9,3 mio. kr. til det. Anlægsarbejderne på Rådhuspladserne gik derefter i gang i september 2022. Det samlede springvand blev genindviet på sin nye plads 14. juni 2023.